# Wanna

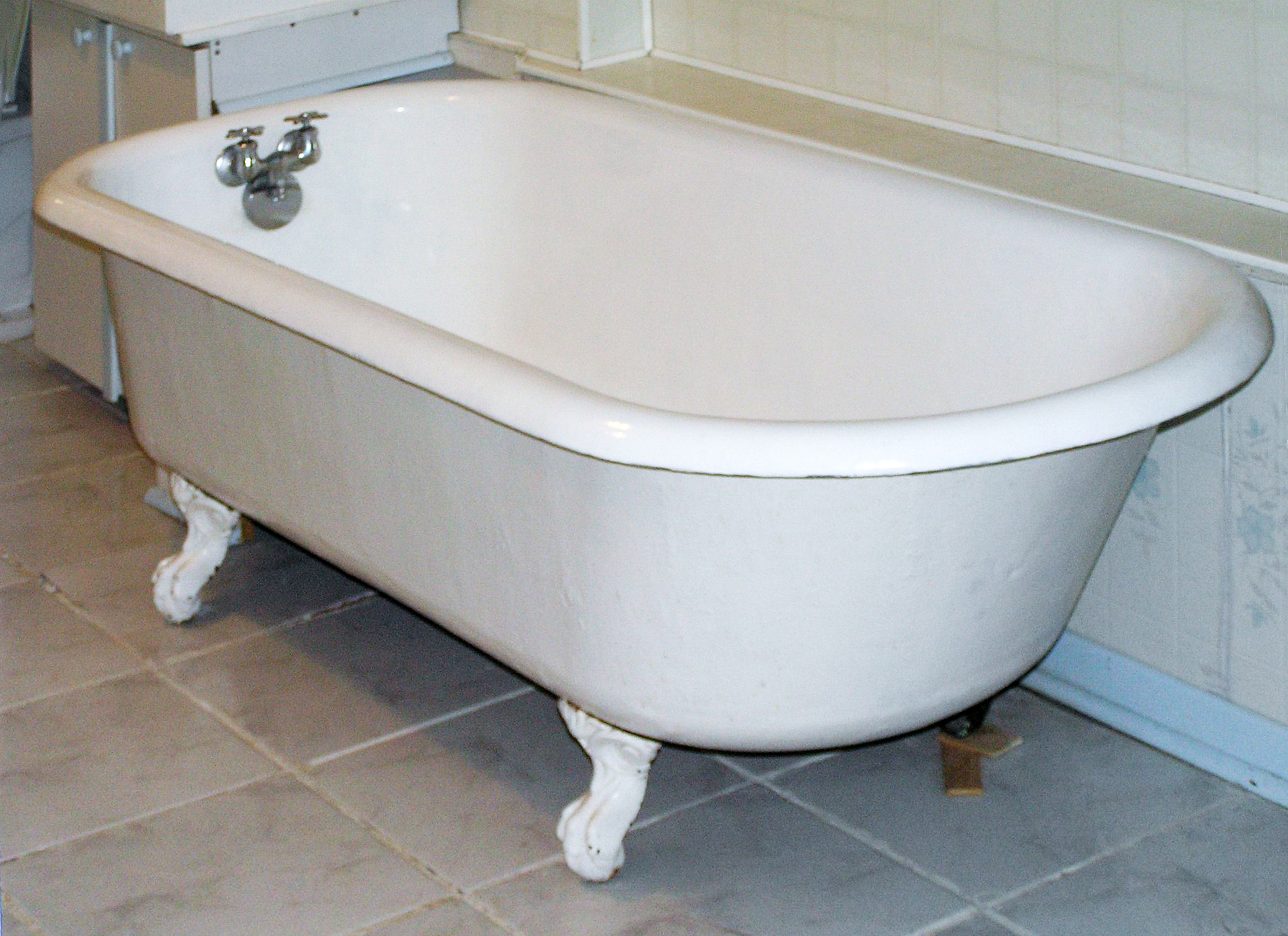
Wanna

Wanna – urządzenie sanitarne służące do kąpieli. Współcześnie wanny wykonuje się z włókna szklanego lub akrylu, jednak wciąż produkuje się także wanny porcelanowe i metalowe.